# Ayüü
 (décembre 2022).
La mise en forme du texte ne suit pas les recommandations de Wikipédia : il faut le « wikifier ».
Les points d'amélioration suivants sont les cas les plus fréquents. Le détail des points à revoir est peut-être précisé sur la page de discussion.
- Les titres sont pré-formatés par le logiciel. Ils ne sont ni en capitales, ni en gras.
- Le texte ne doit pas être écrit en capitales (les noms de famille non plus), ni en gras, ni en italique, ni en « petit »…
- Le gras n'est utilisé que pour surligner le titre de l'article dans l'introduction, une seule fois.
- L'italique est rarement utilisé : mots en langue étrangère, titres d'œuvres, noms de bateaux, etc.
- Les citations ne sont pas en italique mais en corps de texte normal. Elles sont entourées par des guillemets français : « et ».
- Les listes à puces sont à éviter, des paragraphes rédigés étant largement préférés. Les tableaux sont à réserver à la présentation de données structurées (résultats, etc.).
- Les appels de note de bas de page (petits chiffres en exposant, introduits par l'outil «  Source ») sont à placer entre la fin de phrase et le point final[comme ça].
- Les liens internes (vers d'autres articles de Wikipédia) sont à choisir avec parcimonie. Créez des liens vers des articles approfondissant le sujet. Les termes génériques sans rapport avec le sujet sont à éviter, ainsi que les répétitions de liens vers un même terme.
- Les liens externes sont à placer uniquement dans une section « Liens externes », à la fin de l'article. Ces liens sont à choisir avec parcimonie suivant les règles définies. Si un lien sert de source à l'article, son insertion dans le texte est à faire par les notes de bas de page.
- La présentation des références doit suivre les conventions bibliographiques. Il est recommandé d'utiliser les modèles {{Ouvrage}}, {{Chapitre}}, {{Article}}, {{Lien web}} et/ou {{Bibliographie}}. Le mode d'édition visuel peut mettre en forme automatiquement les références.
- Insérer une infobox (cadre d'informations à droite) n'est pas obligatoire pour parachever la mise en page.

Pour une aide détaillée, merci de consulter Aide:Wikification.
Si vous pensez que ces points ont été résolus, vous pouvez retirer ce bandeau et améliorer la mise en forme d'un autre article.
 (novembre 2022).
Pour les articles homonymes, voir Ayu.
Daniel Tarlumun Ayu, mieux connu sous le nom de Ayüü, est un auteur-compositeur nigérian composant des sons de RnB, pop, funk, hip-hop et afrobeats.

## Biographie
Ayüü commence sa carrière dans la musique en 2016, mais avant cela, il raconte à We Are Black and Gifted, « ma première expérience musicale a été de chanter dans la chorale, de chanter pour ma tante, de chanter les chansons de ma sœur... ». Il est la moitié de SAFI, dont l'autre membre est Lady Donli,.
Ayüü fait ses débuts en 2017 avec son EP HER (His Emotions Recorded), une introduction émouvante à sa fondation influencée par le RnB. Il a collaboré avec l'artiste neo soul AYLØ pour 'ØÜ', un EP collaboratif sorti la même année. À l'été 2018, Ayüü sort le projet de pop Mango Juice and Bad Decisions. À la fin de l'année suivante, 2019, il partage son premier album officiel, AYÜÜNIVERSE, inspiré de la pop nigériane des années 2000, du dancehall, du RnB, du hip-hop, etc.,.
Après la sortie du film nigérian Glamour Girls le 24 juin 2022, les morceaux sélectionnés par Tatenda Terence Kamera Pull Up, 4AMIN et Not Drake, Like Davido d'Ayüü ont été présentés dans la bande originale du film. En septembre 2022, Ayüü sort son deuxième album Toxic Sweet. Toxic Sweet a neuf titres et fonctionnalités de GJtheCaesar, Dopeman Twizzy et Andrę Wolff, avec des arrangements instrumentaux de DOZ, Le Mav, KC et Don Ozi,,.

## Discographie

### Albums studio
| Titre       | Détails                                                                                 |
| ----------- | --------------------------------------------------------------------------------------- |
| Toxic Sweet | - Sortie : 16 septembre 2022 - Formats : téléchargement numérique, diffusion en continu |
| Ayüüniverse | - Sortie : 19 décembre 2019 - Formats : téléchargement, diffusion en continu            |

### EP
| Titre                               | Détails                                                                    |
| ----------------------------------- | -------------------------------------------------------------------------- |
| Mango Juice and Bad Decisions - EP  | - Sortie : 2 octobre 2018 - Formats : téléchargement, diffusion en continu |
| H.E.R. (His Emotions Recorded) - EP | - Sortie : 14 juin 2017 - Formats : Téléchargement                         |

### Singles
| Titre                                  | Année | Certifications |
| -------------------------------------- | ----- | -------------- |
| Losing Ü (feat. Tomi Thomas)           | 2017  |                |
| Sürf's Üp (feat. GJle César)           | 2018  |                |
| Discuss (feat. Prettyboy DO)           | 2019  |                |
| Nasty (feat. Zilla Oaks)               | 2019  |                |
| Covid Riddim Freestyle                 | 2020  |                |
| Swollen (feat. André Wolff & PsychoYP) | 2020  |                |
| Hypnotized (feat. Marzi)               | 2020  |                |